# 川口市立西中学校
川口市立西中学校（かわぐちしりつ にしちゅうがっこう）は、埼玉県川口市宮町にある公立中学校である。

## 概要
川口市は公立学校選択制を取り入れているが、川口市教育委員会の方針によって2014年度の新入生より学区外からの通学でも自転車通学は禁止になった。

## 教育目標
「豊かな心と学ぶ意欲をもち、たくましく生きる生徒」
- 豊かな心を持ち、責任感の強い生徒を育成する（徳）
- 学力の向上を目指し、努力する生徒を育成する（知）
- 進んで体を鍛え、心身共に健康な生徒を育成する（体）[2]

## 部活動

### 運動部
- 野球部
- サッカー部
- テニス部（男子）
- テニス部（女子）
- バスケット部（男子）
- バスケット部（女子）
- 卓球部（男子）
- 卓球部（女子）
- バレーボール部（男子）
- バレーボール部（女子）
- 陸上部
- 剣道部
- 柔道部
- ダンス部[3]

### 文化部
- 科学技術部
- 音楽部
- 総合芸術部[3]

## 通学区域
- 飯塚1丁目 - 全域
- 飯塚2丁目 - 全域
- 飯塚3丁目 - 全域
- 飯塚4丁目 - 全域
- 飯原町 - 全域
- 川口3丁目 - 一部
- 川口4丁目 - 全域
- 川口5丁目 - 全域
- 川口6丁目 - 全域
- 原町 - 全域
- 緑町 - 全域
- 南町1丁目 - 全域
- 南町2丁目 - 全域
- 宮町 - 全域[4]

## 卒業生
- 髙木伴 - 元プロ野球選手
- 亀谷長純 - オートバイライダー